# Sergey Kirmasov
Sergey Kirmasov (né le 25 mars 1970) est un athlète russe, spécialiste du lancer du marteau.
Champion d'Europe junior en 1989, il n'a jamais réussi une finale mondiale ou européenne sénior.
Son meilleur lancer est de 82,62 m réalisé à Briansk en mai 1998.